# Željeznice Republike Srpske
Željeznice Republike Srpske – jeden z dwóch, obok Željeznice Federacije Bosne i Hercegovine, narodowych przewoźników kolejowych w Bośni i Hercegowinie. Działa na terenie Republiki Serbskiej.
Zajmuje się publicznym transportem pasażerskim i towarowym oraz zarządzaniem infrastrukturą na terytorium Republiki Serbskiej. Jest spółką akcyjną. Eksploatuje 353 km linii kolejowych.

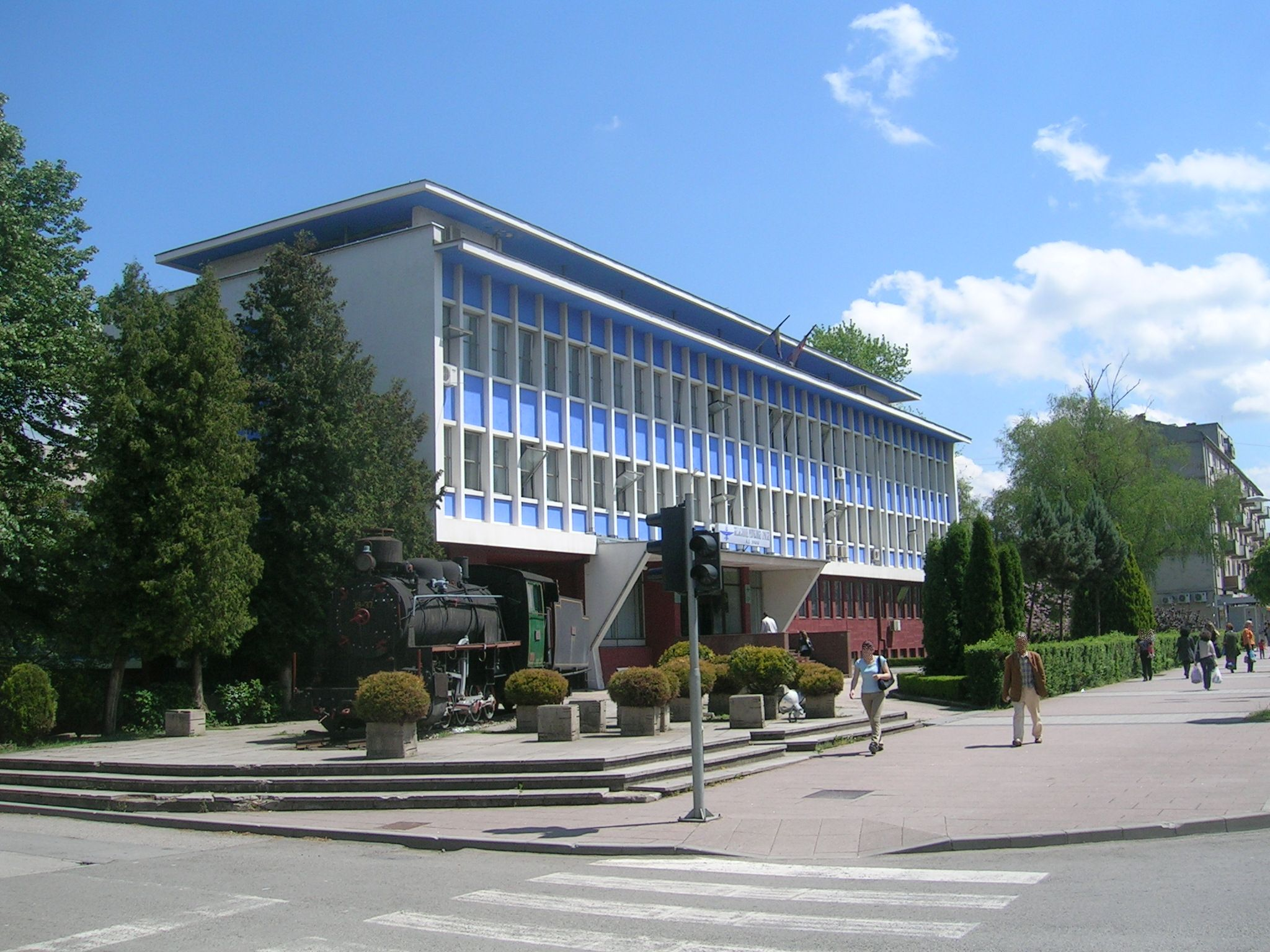
Siedziba ŽRS w Doboju, przed nią parowóz-pomnik 19-37 dawnych Kolei Jugosłowiańskich

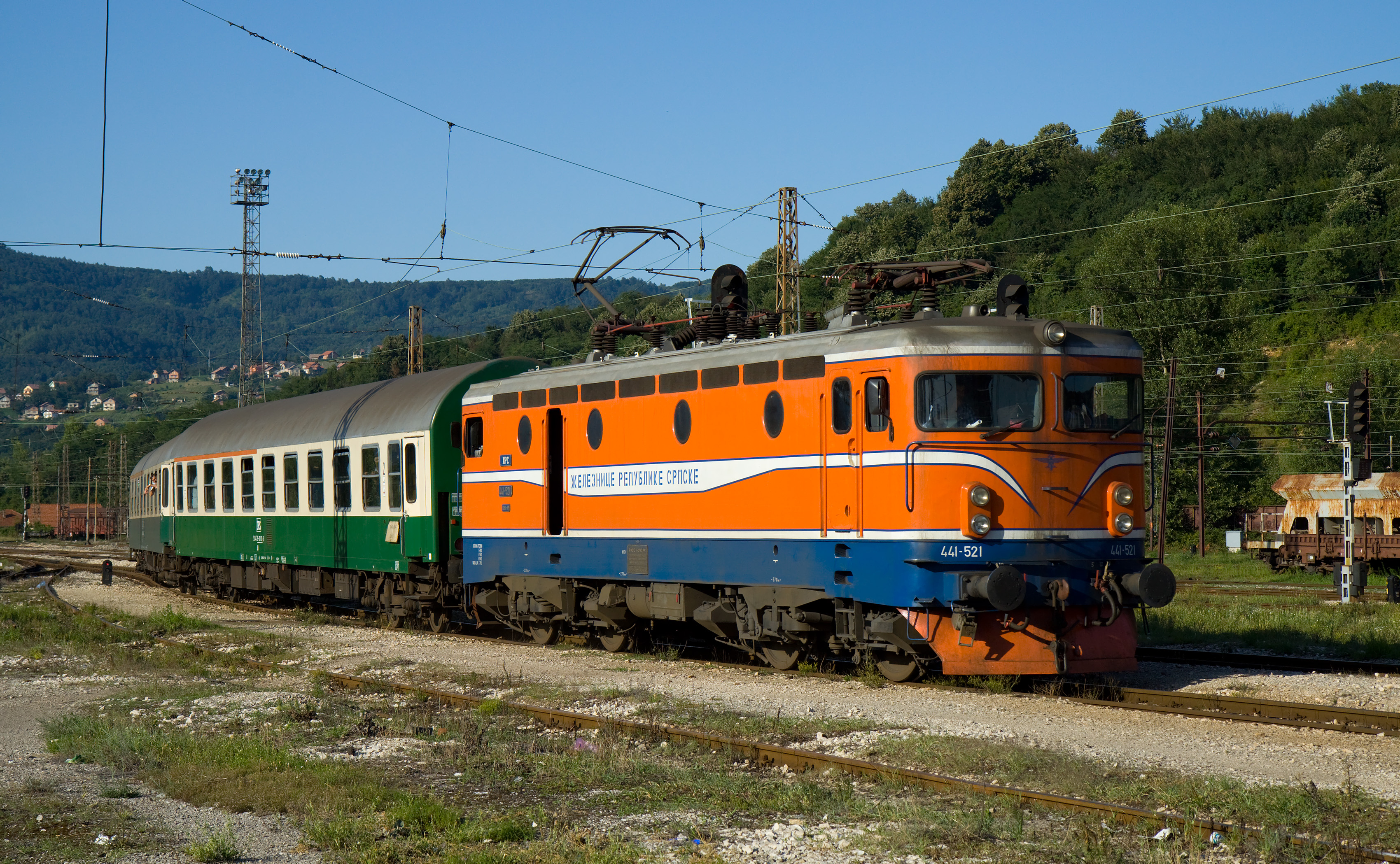
Lokomotywa ŽRS serii 441 w Doboju

## Przewozy
Uruchamia pociągi na trasach:
- Doboj – Dobrljin
- Doboj – Šamac
- Doboj – Petrovo Novo
- Doboj – Rječica
- Novi Grad – Blatna

## Historia
ŽRS zostały założone w 1992 roku z siedzibą w Banja Luce, a od 1996 roku siedziba firmy znajduje się w Doboju.
24 czerwca 1997 r. ŽRS złożyły wniosek o przystąpienie do Międzynarodowego Związku Kolei (UIC), do którego zostały przyjęte 16 czerwca 1998 r. w Brukseli.

## Tabor
ŽRS posiada 33 lokomotywy, 133 wagony pasażerskie oraz 1430 wagony towarowe.